# イオンタウン青森浜田
イオンタウン青森浜田（イオンタウンあおもりはまだ）は、青森県青森市に所在するイオンタウン株式会社が運営する複合型ショッピングセンター。

## 概要
核店舗は、サンデー、マックスバリュ（イオン東北運営）。
国道103号（観光通り）沿いの味噌加工食品会社・かねさ本社工場跡地に「アプレ103」として2008年3月14日より順次オープン、同年4月4日に全面開業した。
建設・計画は、仙台に本社を置く不動産業のサンシティが担当した。
青森市はコンパクトシティ構想のまちづくりを実践しており郊外型ショッピングセンターの新規開発が懸念されている中での開業だった。もとの計画では大型ショッピングセンターとして2007年12月に開業する予定だったが、青森市とかねさ・サンシティとの協議の末、現在の形態で3か月遅れての開業となった。
近隣にはドリームタウンALi、CiiNA CiiNA（旧イトーヨーカドー）や、同じくイオングループのイオンを核店舗とするサンロード青森などが立地しており、商業施設の激戦区である。
2011年12月21日よりサンシティからイオンタウンに土地・建物ならびに管理運営権を譲渡し、「イオンタウン青森浜田」に名称変更した。

## 主な入居テナント
入居テナントの詳細は「公式サイト」を参照。
- マックスバリュ（スーパーマーケット）
- サンデー（ホームセンター）
- ゲオ（レンタルDVD・書籍・ゲーム）
- 西松屋（乳幼児用品総合量販店）
- 幸楽苑（ラーメン）
- かっぱ寿司（回転寿司）
- びっくりドンキー（ハンバーグレストラン）
- サンドラッグ（スーパードラッグ）
- シュー･プラザ（靴店）
- カーブス（女性専用フィットネス）

## 過去のテナント
- 戸田書店（書籍・文具）[1]

## 近隣
- ドリームタウンALi
- CiiNA CiiNA 青森
- サンロード青森
  - イオン青森店
- 盛運輸アリーナ
- ヤマダデンキ青森本店
- 和風レストランまるまつ
- 青森県信用組合本店

## アクセス
- 青森自動車道青森中央ICから国道7号青森環状道路経由で約5分。
- 青森市営バス・JRバス東北横内線の「上玉川」バス停下車。